# Max Ehrich
Max Ehrich (Marlboro, 24 giugno 1991) è un attore, ballerino e cantante statunitense.
Ha interpretato Fenmore Baldwin nella soap della CBS Daytime e l'hacker Hunter May nella serie Under the Dome. L'attore interpreta anche il tossicodipendente Freddie Ridge nella serie di Hulu The Path.

## Biografia
Ehrich ha fatto il suo debutto nel mondo del cinema nel 2004, nel film One Easy Job; ha poi avuto un ruolo minore come ballerino principale in High School Musical 3: Senior Year. Nel mondo della televisione, Ehrich ha fatto da guest star nella terza stagione di Ugly Betty, interpretando il ruolo di Randy. Ha poi partecipato nel 2009 al film originale di Lifetime, Il patto, come Jesse Moretti, recitando al fianco di Thora Birch, Camryn Manheim e Nancy Travis. 
Ha filmato due episodi pilota per la CBS nel 2010, e da allora ha girato un altro pilota come guest star per la sitcom della Country Music Television, Working Class, con Melissa Peterman. Tra i vari progetti per la televisione, ha recentemente interpretato il ruolo di Adam in iStart A Fan War, un film televisivo per la serie di Nickelodeon ICarly. Nel 2012 Ehrich ha iniziato a interpretare Fenmore Baldwin nella soap della CBS Daytime Febbre d'amore. Nel 2013, 2014, 2015 e 2016 ha ricevuto una nomination per il Daytime Emmy Award nella categoria "giovani attori" (outstanding younger actor in a drama series).

## Filmografia

### Cinema
- High School Musical 3: Senior Year, regia di Kenny Ortega (2008)
- Walk. Ride. Rodeo., regia di Conor Allyn (2019)

### Televisione
- Ugly Betty – serie TV, episodio 3x05 (2008)
- Il patto (The Pregnancy Pact), regia di Rosemary Rodriguez – film TV (2010)
- A tutto ritmo (Shake It Up) – serie TV, episodi 1x02, 1x08 (2010)
- iCarly – serie TV, episodio 4x06 (2010)
- No Ordinary Family – serie TV, episodio 1x09 (2010)
- Parenthood – serie TV, episodio 2x11 (2011)
- Febbre d'amore (The Young and the Restless) – soap opera, 120 episodi (2012-2015)
- Law & Order - Unità vittime speciali (Law & Order: Special Victims Unit) – serie TV, episodio 16x05 (2014)
- Under the Dome – serie TV, 19 episodi (2014-2015)
- 100 cose da fare prima del liceo (100 Things to Do Before High School) – serie TV, 10 episodi (2014-2016)
- The Path – serie TV, episodi 1x02, 1x04, 1x05 (2016)
- Sweet/Vicious – serie TV, episodi 1x05, 1x06, 1x10 (2016-2017)

## Coreografie

### Film
2008: Sara Lee - 
High School Musical 3: Senior Year Promo — Dance with Joy

### Video musicali
2008: Vanessa Hudgens - Identified - Sneakernight

## Premi e nomination
| Anno | Premio              | Categoria                                                                | Titolo                     | Risultato | Fonte |
| ---- | ------------------- | ------------------------------------------------------------------------ | -------------------------- | --------- | ----- |
| 2011 | Young Artist Award  | Best Performance in a TV Movie, Miniseries or Special - Supporting Actor | The Pregnancy Pact         | [ 1 ]     |       |
| 2012 | Young Artist Award  | Best Performance in a TV Series - Guest Starring Young Actor 18-21       | Parenthood                 | [ 2 ]     |       |
| 2013 | Daytime Emmy Awards | Outstanding Younger Actor in a Drama Series                              | The Young and the Restless | [ 3 ]     |       |
| 2014 | Daytime Emmy Awards | Outstanding Younger Actor in a Drama Series                              | The Young and the Restless | [ 4 ]     |       |
| 2015 | Daytime Emmy Awards | Outstanding Younger Actor in a Drama Series                              | The Young and the Restless | [ 5 ]     |       |
| 2016 | Daytime Emmy Awards | Outstanding Younger Actor in a Drama Series                              | The Young and the Restless | [6]       |       |